# Улица Смольного
У́лица Смо́льного — улица в Центральном районе Санкт-Петербурга. Проходит от площади Растрелли до Смольной набережной.

## История
С 1798 по 1846 год входила в состав Воскресенской Набережной улицы.
С 1830-х годов — Прачешный переулок. Название связано с тем, что в доме № 6 находились прачечные Воскресенского монастыря. На плане 1858 года включён в состав Подгорной улицы.
14 июля 1859 года присвоено название Тульский переулок. Название дано по городу Туле в ряду ближайших проездов, названных по городам Центральной и Средней России.
На плане 1860 года участок от площади Растрелли до поворота входил в состав Воскресенской набережной.
30 июля 1864 года присвоено название Пальменбахский переулок в честь Е. А. Пальменбах, одной из первых начальниц Смольного института.
С 1877 года — Пальменбахская улица.
28 июля 1922 года присвоено название улица Домбаля в честь Томаша Домбаля, польского революционера.
В конце 1936 года Томаш Домбаль был арестован по делу т.н. «Польской военной организации», вскоре был осуждён и расстрелян.

15 мая 1937 года улице Домбаля было присвоено новое название Смольная улица. Название дано в связи с тем, что улица проходит рядом со Смольным.
Параллельно в 1939 году появляется современная форма наименования, которая не позднее 2006 года стала единственной официальной.

## Достопримечательности
- Дом № 2, литера А — здание бывшей богадельни в память совершеннолетия цесаревича Николая Александровича[1].
- Дом № 3 — здание бывшего Мещанского (Александровского) училища. Здесь располагается Выставочный зал Правительства Ленинградской области «Смольный» и Географический факультет ЛГУ.  781520322220006
- Дом № 4, литера В — здание богадельни в память бракосочетания вел. кн. Ксении Александровны, 1895—1896 гг., автором предположительно является арх-р Н. К. Красовский.  7832197001
- Дом № 8-10 — главное здание Градских богаделен (в 1770-х годах здание Воспитательного дома) с баней, построено в сер. XVIII в., неоднократно перестраивалось.  7832197002